# Éléments de mathématique

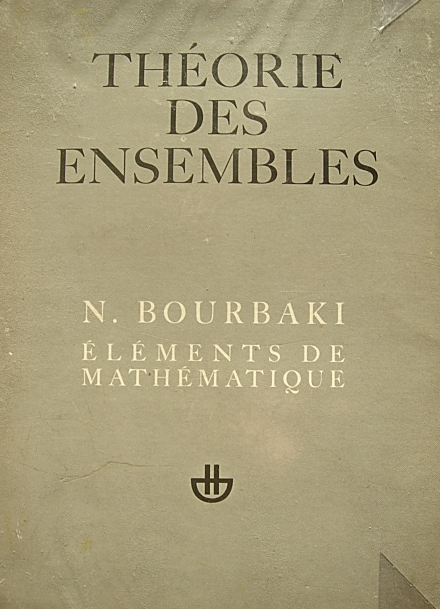
Nicolas Bourbaki. Portada del primer volum (Theorie des ensembles) de la nova edició dels Éléments de matémathique (Hermann, 1970).

Els Éléments de mathématique (Elements de matemàtica) són un tractat monumental de la ciència matemàtica signat pel col·lectiu N. Bourbaki, escrit originalment en francès, i que en l'actualitat es compon d'onze llibres que sumen més de 60 capítols, amb més de 7.000 pàgines. Els Elements s'emmirallen en l'abstracció i l'interès creixent per l'anàlisi d'esquemes de pensament més amplis i generals, característics de la matemàtica del segon terç del segle xx. L'obra intenta fonamentar i desenvolupar les grans teories bàsiques de la matemàtica.

## Evolució del projecte
La primera publicació dels Éléments fou el "Fascicle de resultats" del llibre de Teoria de conjunts, l'any 1939. Les diverses parts del tractat no han sortit a la llum segons l'ordre del tractat, sinó a mesura que han estat disponibles.
Edicions Hermann a partir de 1940 va publicar el tractat, primer en forma de fascicles corresponents a diferents capítols, després com a volums relligats que incloïen diversos capítols.
A causa dels desacords amb l'editor, la publicació va ser represa als anys 70 pel Diffusion CCLS, i als 80 per Edicions Masson.
Després de les primeres dècades, el ritme de publicació va decréixer notablement.
La penúltima publicació dels Éléments fou el capítol X del llibre d'Àlgebra commutativa, el 1998, i l'última una versió totalment nova del capítol VIII ("Modules et anneaux semi-simples") del llibre d'Àlgebra (Springer, 2012).
Fins al dia d'avui, els Elements de matemàtica resten inacabats. La majoria dels llibres publicats de les primeres edicions es troben exhaurits des de fa anys. Tot i així, des del 2006 Springer Verlag està reeditant els volums.
El singular «matemàtica» del títol del tractat, que defuig la denominació "matemàtiques" en plural, més habitual, és una voluntat expressa dels autors, que així feien patent que aquesta disciplina constitueix un bloc únic. En contrast, l'obra Elements d'història de les matemàtiques, dels mateixos autors, adopta el plural, per indicar que, abans de Bourbaki, la matemàtica era un conjunt dispers de disciplines, i que és precisament la versió moderna de l'estructura allò que ha permès la seva unificació.

## Estructura i contingut
El tractat es divideix en Livres ("llibres"), que poden correspondre a diversos volums físics, i cada llibre es divideix en capítols.
Els llibres són designats amb un codi usat en les citacions internes.
Fins a la data actual, els llibres publicats, totalment o parcialment, són 10:
| Títol                                   | designació |
| --------------------------------------- | ---------- |
| Théorie des Ensembles                   | E          |
| Algèbre                                 | A          |
| Topologie générale                      | TG         |
| Fonctions d'une variable réelle         | FVR        |
| Espaces vectoriels topologiques         | EVT        |
| Intégration                             | INT        |
| Algèbre commutative                     | AC         |
| Variétés différentielles et analytiques | VAR        |
| Groupes et algèbres de Lie              | LIE        |
| Théories spectrales                     | TS         |

En els sis primers llibres cada enunciat només utilitza definicions i resultats exposats anteriorment en aquell llibre o en els llibres anteriors. Aquest encadenament lògic no es compleix a partir del setè llibre, de manera que s'hi indica de forma precisa quins resultats previs s'usen. Cada capítol es tanca amb una llista d'exercicis, en molts dels quals es presenten resultats que no han tingut cabuda en el text.
A banda del contingut bàsic, alguns llibres contenen fascicules de résultats ("fascicles de resultats"), amb l'essencial de les definicions i resultats del llibre però sense cap demostració. Distribuïts entre els capítols es troben les Notes historiques, on es comenta el desenvolupament de les teories explicades, amb mencions bibliogràfiques als treballs originals més rellevants. Aquestes notes històriques van ser publicades en un volum separat titulat Éléments d'histoire des mathématiques.
 ("Elements d'història de les matemàtiques").
Tot seguit es detalla, traduït, el contingut dels Éléments de mathématique, desglossat per llibres i capítols:
| - E Teoria de conjunts 1. Descripció de la matemàtica formal 2. Teoria de conjunts 3. Conjunts ordenats, cardinals, nombres enters 4. Estructures Fascicle de resultats - A Àlgebra 1. Estructures algebraiques 2. Àlgebra lineal 3. Àlgebres tensorials, àlgebres exteriors, àlgebres simètriques 4. Polinomis i fraccions racionals 5. Cossos commutatius 6. Grups i cossos ordenats 7. Mòduls sobre els anells principals 8. Mòduls i anells semisimples 9. Formes sesquilineals i formes quadràtiques 10. Àlgebra homològica - TG Topologia general 1. Estructures topològiques 2. Estructures uniformes 3. Grups topològics 4. Nombres reals 5. Grups uniparamètrics 6. Espais numèrics i espais projectius 7. Els grups additius Rn 8. Nombres complexos 9. Utilització dels nombres reals en topologia general 10. Espais funcionals - FVR Funcions d'una variable real 1. Derivades 2. Primitives i integrals 3. Funcions elementals 4. Equacions diferencials 5. Estudi local de funcions 6. Desenvolupaments de Taylor generalitzats. Fórmula sumatòria d'Euler-Maclaurin 7. La funció gamma - EVT Espais vectorials topològics 1. Espais vectorials topològics sobre un cos valuat 2. Conjunts convexos i espais localment convexos 3. Espais d'aplicacions lineals contínues 4. La dualitat als espais vectorials topològics 5. Espais de Hilbert (teoria elemental) | - INT Integració 1. Desigualtats de convexitat 2. Espais de Riesz 3. Mesures sobre els espais localment compactes 4. Prolongació d'una mesura i espais Lp 5. Integració de mesures 6. Integració vectorial 7. Mesura de Haar 8. Convolució i representacions 9. Integració sobre els espais topològics separats - AC Àlgebra commutativa 1. Mòduls plans 2. Localització 3. Graduacions, filtracions i topologies 4. Ideals primers associats i descomposició primària 5. Enters 6. Valuacions 7. Divisors 8. Dimensió 9. Anells locals noetherians complets 10. Profunditat, regularitat, dualitat - VAR Varietats diferencials i analítiques Fascicle de resultats (*) - LIE Grups i àlgebres de Lie 1. Àlgebres de Lie 2. Àlgebres de Lie lliures 3. Grups de Lie 4. Grups de Coxeter i sistemes de Tits 5. Grups engendrats per reflexions 6. Sistemes d'arrels 7. Subàlgebres de Cartan i elements regulars 8. Àlgebres de Lie semisimples desplegades 9. Grups de Lie reals compactes - TS Teories espectrals 1. Àlgebres normades 2. Grups localment compactes commutatius |

(*) El llibre de Varietats només ha estat publicat en forma de Fascicles. Els paràgrafs d'aquest són:
§ 1. Funcions diferenciables.
§ 2. Funcions diferenciables reals.
§ 3. Funcions analítiques reals o complexes.
§ 4. Funcions analítiques (cas no arquimedià).
§ 5. Varietats.
§ 6. Fibracions.
§ 7. Fibrats vectorials.
§ 8. El càlcul diferencial d'ordre 1.
§ 9. Equacions diferencials i foliacions.
§ 10. Mesures definides per formes diferencials.
§ 11. Fórmula de Stokes.
§ 12. Jets.
§ 13. Distribucions puntuals.
§ 14. Operadors diferencials.
§ 15. Varietats d'aplicacions.

## Detall de les edicions franceses
A continuació es relaciona per a cada volum o fascicle dels Elements de matemàtica, les referències a les primeres edicions i a la darrera edició o reimpressió en la llengua original francesa. Els editors han estat primer Hermann (des de l'inici de la redacció del tractat el 1939) i després Masson (del 1980 a 1998). Des del 2006 ha estat Springer qui ha reproduït o ha tornat a publicar tots els volums o fascicles de l'obra, la pàgina web dels quals s'enllaça a continuació. El darrer ha estat la segona edició del capítol 8 del Llibre II d'Àlgebra: Mòduls i anells semi-simples (2012).
- Llibre I, Théorie des ensembles. (Hermann 1a ed. 1939-1957, 2a ed. 1970), (Springer, reimpr. 2006), p. 352. ISBN 978-3-540-34034-8.

- Llibre II, Algèbre, Capítols 1 a 3. (Hermann, 1a ed. 1942-1948, 2a ed. 1970), (Springer, reimpr. 2007), p. 636. ISBN 978-3-540-33849-9.

- Llibre II, Algèbre, Capítols 4 a 7. (Hermann, 1a ed. 1950-1952; Masson, 2a ed. 1981), (Springer, reimpr. 2007), p. 422. ISBN 978-3-540-34398-1.

- Llibre II, Algèbre, Capítol 8. (Hermann, 1a ed. 1958), (Springer, 2a ed. 2012), p. 489. ISBN 978-3-540-35315-7.

- Llibre II, Algèbre, Capítol 9. (Hermann, 1a ed. 1959), (Springer, reimpr. 2007), p. 205. ISBN 978-3-540-35338-6.

- Llibre II, Algèbre, Capítol 10. (Masson, 1a ed. 1980), (Springer, reimpr. 2006), p. 216. ISBN 978-3-540-34492-6.

- Llibre III, Topologie générale, Capítols 1 a 4. (Hermann, 1a ed. 1940-1942, 2a ed. 1971), (Springer, reimpr. 2007), p. 356. ISBN 978-3-540-33936-6.

- Llibre III, Topologie générale, Capítols 5 a 10. (Hermann, 1a ed. 1947-1949, 2a ed. 1974), (Springer, reimpr. 2007), p. 324. ISBN 978-3-540-34399-8.

- Llibre IV, Fonctions d'une variable réelle. (Hermann, 1a ed. 1949, 2a ed. 1976), (Springer, reimpr. 2007), p. 334. ISBN 978-3-540-34036-2.

- Llibre V, Espaces vectoriels topologiques, Capítols 1 a 5. (Hermann, 1a ed. 1953-1955; Masson, 2a ed. 1981), (Springer, reimpr. 2007), p. 368. ISBN 978-3-540-34497-1.

- Llibre VI, Intégration, Capítols 1 a 4. (Hermann, 1a ed. 1952), (Springer, reimpr. 2007), p. 284. ISBN 978-3-540-35328-7.

- Llibre VI, Intégration, Capítol 5. (Hermann, 1a ed. 1956, 2a ed. 1967), (Springer, reimpr. 2007), p. 154. ISBN 978-3-540-35333-1.

- Llibre VI, Intégration, Capítol 6. (Hermann, 1a ed. 1959), (Springer, reimpr. 2007), p. 106. ISBN 978-3-540-35319-5.

- Llibre VI, Intégration, Capítols 7 i 8. (Hermann, 1a ed. 1963), (Springer, reimpr. 2007), p. 216. ISBN 978-3-540-35324-9.

- Llibre VI, Intégration, Capítol 9. (Hermann, 1a ed. 1969), (Springer, reimpr. 2006), p. 134. ISBN 978-3-540-34390-5.

- Llibre VII, Algèbre commutative, Capítols 1 a 4. (Hermann, 1a ed. 1961; Masson, 2a ed. 1985), (Springer, reimpr. 2006), p. 356. ISBN 978-3-540-33937-3.

- Llibre VII, Algèbre commutative, Capítols 5 a 7. (Hermann, 1a ed. 1964-1965, 2a ed. 1975), (Springer, reimpr. 2006), p. 351. ISBN 978-3-540-33941-0.

- Llibre VII, Algèbre commutative, Capítols 8 i 9. (Masson, 1a ed. 1983), (Springer, reimpr. 2006), p. 308. ISBN 978-3-540-33942-7.

- Llibre VII, Algèbre commutative, Capítol 10. (Masson, 1a ed. 1998), (Springer, reimpr. 2007), p. 187. ISBN 978-3-540-34394-3.

- Llibre VIII, Variétés différentielles et analytiques, Fascicle de resultats. (Hermann, 1a ed. 1967-1971), (Springer, reimpr. 2007), p. 182. ISBN 978-3-540-34396-7.

- Llibre IX, Groupes et algèbres de Lie, Capítol 1. (Hermann, 1a ed. 1960, 2a ed. 1972), (Springer, reimpr. 2007), p. 140. ISBN 978-3-540-35335-5.

- Llibre IX, Groupes et algèbres de Lie, Capítols 2 i 3. (Hermann, 1a ed. 1972), (Springer, reimpr. 2007), p. 314. ISBN 978-3-540-33940-3.

- Llibre IX, Groupes et algèbres de Lie, Capítols 4 a 6. (Hermann, 1a ed. 1968; Masson, 2a ed. 1981), (Springer, reimpr. 2007), p. 282. ISBN 978-3-540-34490-2.

- Llibre IX, Groupes et algèbres de Lie, Capítols 7 i 8. (Hermann, 1a ed. 1968-1969, 2a ed. 1975), (Springer, reimpr. 2006), p. 266. ISBN 978-3-540-33939-7.

- Llibre IX, Groupes et algèbres de Lie, Capítol 9. (Masson, 1a ed. 1982), (Springer, reimpr. 2007), p. 138. ISBN 978-3-540-34392-9.

- Llibre X, Théories spectrales, Capítols 1 i 2. (Hermann, 1a ed. 1967), (Springer, reimpr. 2007), p. 166. ISBN 978-3-540-35330-0.